# Phrynichos (Tragiker)
Phrynichos (altgriechisch Φρύνιχος Phrýnichos) lebte von ca. 540 bis 470 v. Chr. Er war ein griechischer Tragiker aus Athen, der als dramatischer Vorläufer von Aischylos gilt.

## Leben
Phrynichos war der Sohn von Polyphradmon und ein Schüler des Thespis. 511/508 v. Chr. feierte er seinen ersten dramatischen Sieg, 476 v. Chr. einen weiteren. Im hohen Alter, um 470 v. Chr., soll er – wie sein jüngerer Zeitgenosse und Konkurrent Aischylos – auf Sizilien gestorben sein.

## Werke
In seinen Tragödien herrschten zunächst die lyrischen Chorgesänge vor, die wegen ihrer Schönheit und Anmut – so noch von Aristophanes – außerordentlich gerühmt wurden und eine Art dramatischer Lyrik bilden. Plutarch zitiert ihn wie folgt: „Formen gab mir der Tanz so viel, als Wogen im Meer / eine stürmische Nacht mitten im Winter erregt. “
Zu seinen Innovationen im antiken griechischen Theater sollen die Einführung weiblicher Masken, des Tetrameters und diverser Tanzfiguren gezählt haben. Außer mythischen Stoffen (u. a. über die Danaiden, Aktaion, Alkestis und Tantalos) behandelte er auch Ereignisse der jüngeren Zeitgeschichte.
Bei der Uraufführung seiner Tragödie Der Fall von Milet (durch die Perser) brach das Theaterpublikum in Tränen aus. Die Athener hatten ihre Verbündeten in Milet nicht unterstützt, was zu dieser emotionalen Massenreaktion führte – ein Eingeständnis eigener Unterlassungen, die der Oberschicht offenbar peinlich waren. Über den Dichter wurde eine Strafe von eintausend Drachmen verhängt, da er an das Unglück und die Schuld des Vaterlandes gerührt hatte. Danach war es für längere Zeit auf dem Theater verpönt, diese Thematik noch einmal anzuschneiden. Doch war das Stück durch die von ihm ausgelöste Angst vor den Persern zur wirksamen Propaganda für die teure Flottenrüstung der Athener geworden, wie sie von Themistokles gefordert wurde. Die 476 v. Chr. zur Aufführung gebrachte Tragödie Die Phönissen (Phoinisses), die von Themistokles finanziell gefördert wurde und bei dem dieser als Chorführer auftrat, kehrte die Perspektive um: Es behandelt die Schlacht von Salamis 480 v. Chr., also einen Sieg der Athener aus Sicht der Perser, und vor allem die Trauer der Ehefrauen der gefallenen persischen Krieger. Dieses verschollene Stück des Phrynichos rechtfertigte nachträglich den Zweck des Flottenbaus und wurde zum Vorbild für Die Perser des Aischylos. Rolf Hochhuth nimmt die Vorgänge als Beleg dafür an, dass das antike Drama aus tagespolitischen Auseinandersetzungen heraus entstand und nicht – wie von Friedrich Nietzsche in Die Geburt der Tragödie aus dem Geiste der Musik postuliert – aus dem Dionysos-Kult.

## Textausgabe
August Nauck: Tragicorum Graecorum Fragmenta. Leipzig 1856 (Sammlung der Fragmente).